# Kurobe-Talsperre
Die Kurobe-Talsperre (jap. 黒部ダム, Kurobe-damu) oder Kuroyon-Talsperre (黒四ダム Kuroyon-damu, kurz für Kurobe 4) ist eine Talsperre nahe der gleichnamigen Stadt Kurobe am ebenso gleichnamigen Fluss Kurobe (Kurobe-gawa) in der Präfektur Toyama auf der Insel Honshū in Japan.

## Übersicht
Die von 1956 bis 1963 erbaute Bogenstaumauer ist mit 186 Meter Höhe die höchste Talsperre in Japan. In einem Wasserkraftwerk wird Strom für die Kansai Electric Power Company (KEPCO) erzeugt. Durch den Kanden Tunnel Trolleybus ist die Talsperre ferner in die Tateyama Kurobe Alpen Route integriert.
Bei den Bauarbeiten, die 51,3 Milliarden Yen kosteten, kamen fast 200 Bauarbeiter ums Leben. Ein Film Kurobe no Taiyō (黒部の太陽, dt. Sonne über Kurobe), mit Toshirō Mifune und Yūjirō Ishihara (dem Bruder des Gouverneurs von Tokio Shintarō Ishihara) in den Hauptrollen, erzählt die Geschichte des Projekts.
Als Verkehrsverbindungen für den Bau und den Betrieb der Staumauer und der Kraftwerke wurden die Schmalspurbahnen Kurobe-Schlucht-Eisenbahn und das Kurobe-Sen’yō-Netzwerk sowie der Kanden-Tunnel-O-Bus gebaut, die heute noch in Betrieb sind.

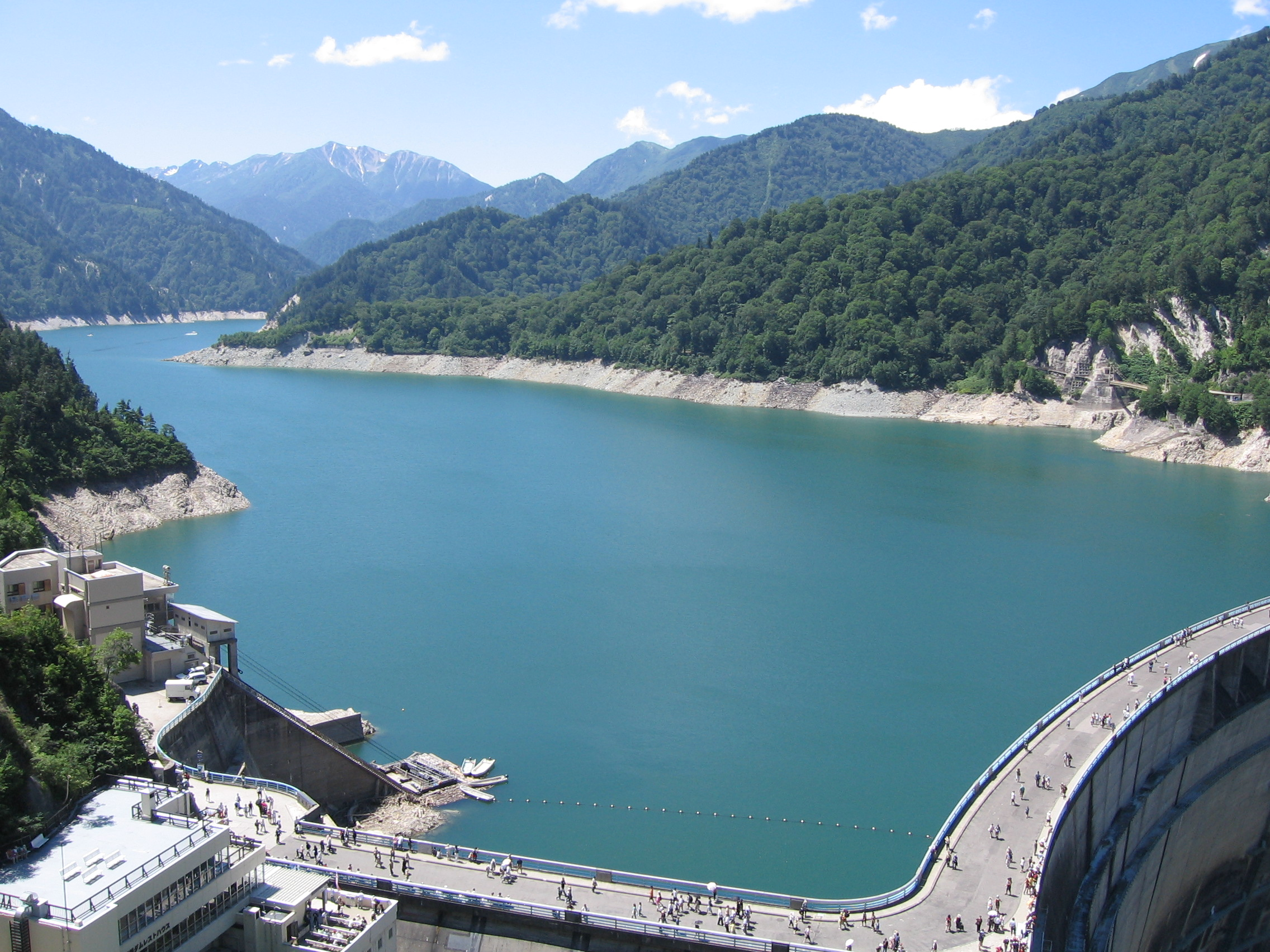
Der Kurobe-Stausee
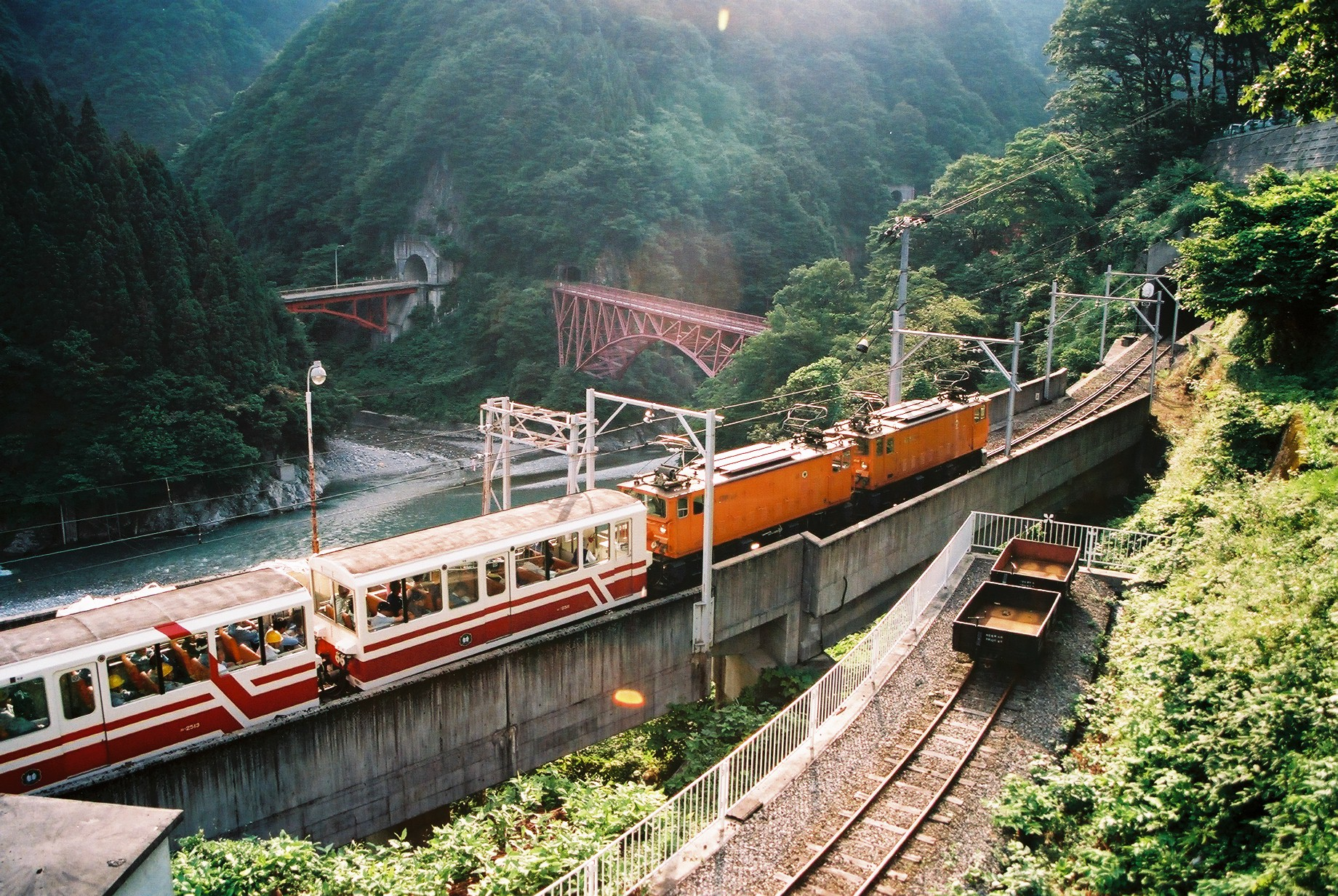
Kurobe-Schlucht-Eisenbahn
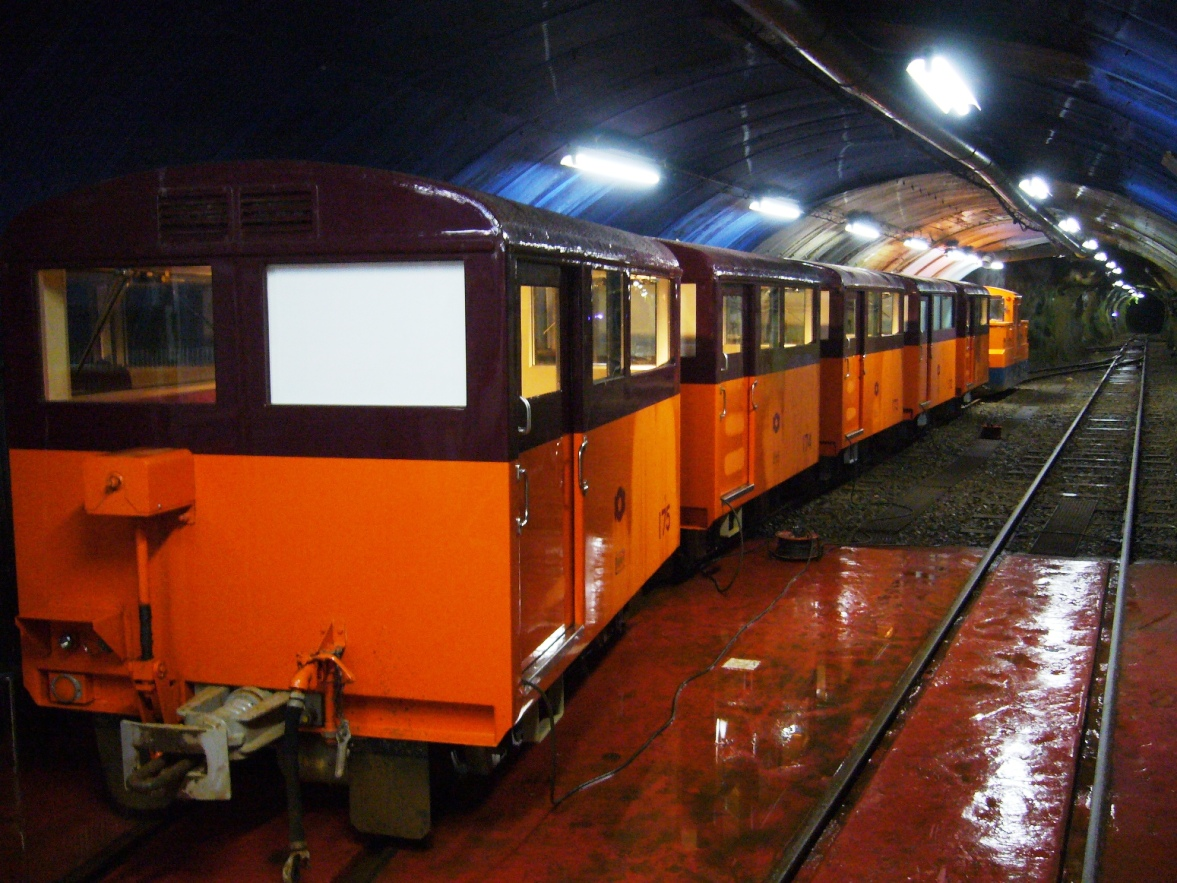
Kurobe-Sen'yō-Schmalspurbahn
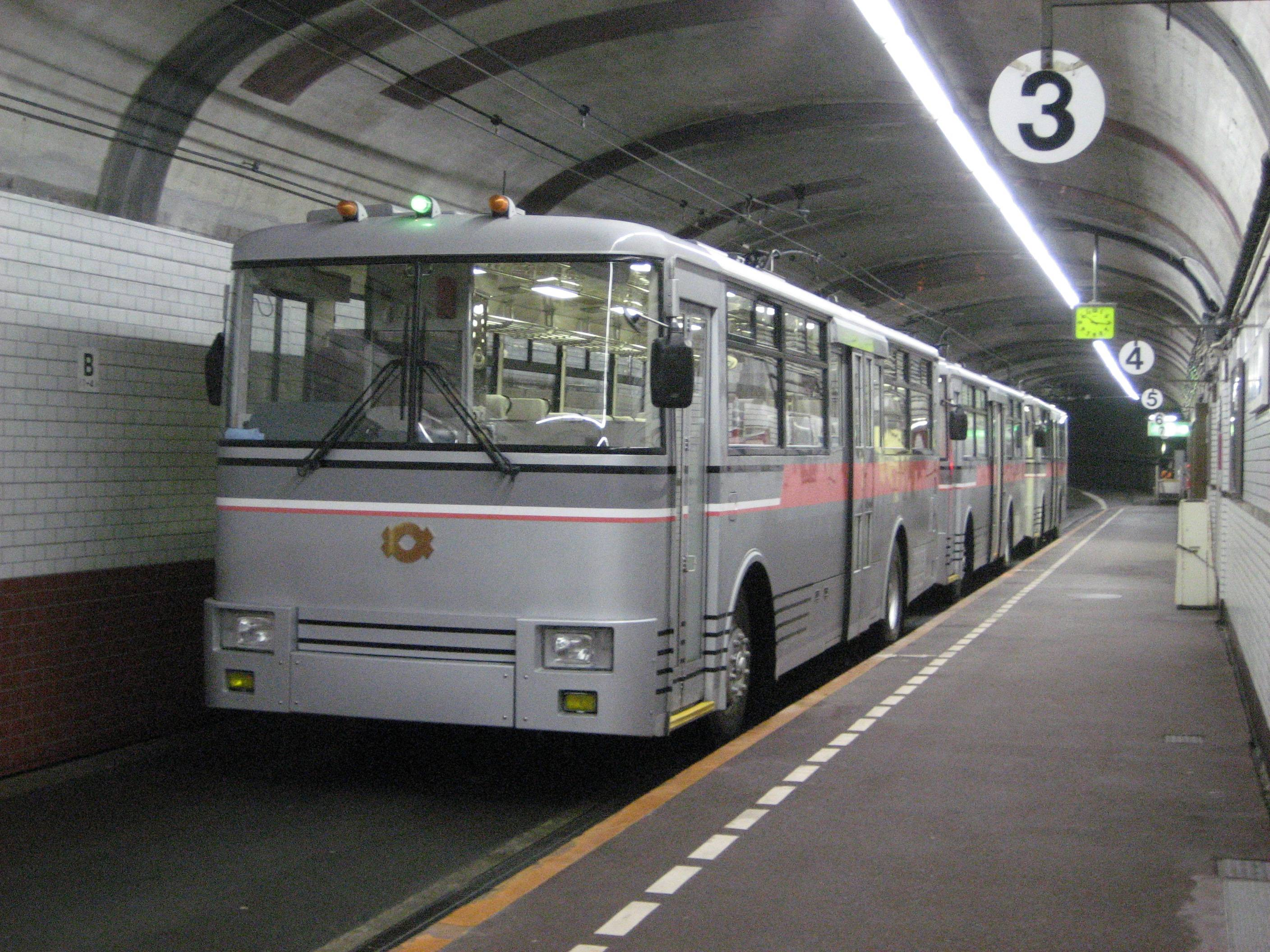
Unterirdische Endstation des Kanden-Tunnel-O-Busses